# Рыцарь Эвайн
«Рыцарь Эвайн» (англ. Kemp Owyne; Child 34, Roud 3912) — народная баллада, сложившаяся на севере Шотландии. Один её вариант записал с устного исполнения мистера Николла из деревни Стричен Питер Бьюкен, очень близкий к нему зафиксировал Уильям Мазеруэлл. Другой вариант баллады под названием Kempion опубликовал в своём сборнике «Песни шотландской границы» Вальтер Скотт.
На русский язык балладу перевёл Игнатий Михайлович Ивановский.

## Сюжет
Мать девушки умирает, и её отец женится на другой. Мачеха оказывается недоброй колдуньей, и однажды оставляет ту на скале у моря, превратив в ужасное чудовище. Она заявляет, что девушка обречена вести существование в таком обличье до тех пор, пока Эвайн (Кемпион) не придёт и трижды не поцелует её. До юноши доходят слухи о страшном звере, и он отправляется в путь, в одном из вариантов взяв с собой младшего брата. Прибыв к месту обитания чудовища, Эвайн слышит от того, что должен поочерёдно надеть на себя три волшебных предмета — пояс, кольцо и меч — и трижды поцеловать странное создание. Он делает это, и чары спадают с девушки. В более длинном варианте та рассказывает своему освободителю, кто виновен в её несчастьях, и в свою очередь посылает мачехе оборотное проклятье.
Имя героя, несомненно, отсылает к одному из персонажей Артуровского цикла сюжетов — Гавейну или Ивейну — хотя неизвестно, как оно оказалось связано с этим сюжетом. Джозеф Джейкбос предположил, что нортумберлендская баллада The Laidly Worm of Spindleston Heugh, адаптацию которой он привёл в своём сборнике English Fairy Tales, является локальным вариантом «Рыцаря Эвайна». Чайлд тоже привёл её в приложении к опубликованной балладе и считал, что «Рыцарь Эвайн» может являться версией исландской «Саги о Хьяльмтере и Альвире». Также он полагал, что изначально три упомянутых волшебных предмета обладали не одинаковыми, а уникальными свойствами, но в сохранившихся вариантах эта особенность сюжета была утрачена.
В фольклоре практически всех европейских и множества азиатских народов широко распространены два основополагающих мотива этой баллады: недобрая мачеха, которая превращает свою подопечную во что-либо или усыпляет/убивает её, а также поцелуй юноши, который снимает чары или же оживляет девушку.